# Scrophularia striata
Scrophularia striata är en flenörtsväxtart som beskrevs av Pierre Edmond Boissier. Scrophularia striata ingår i släktet flenörter, och familjen flenörtsväxter. Inga underarter finns listade i Catalogue of Life.